# Europapokal der Pokalsieger 1981/82
Der Europapokal der Pokalsieger 1981/82 war die 22. Ausspielung des Wettbewerbs der europäischen Fußball-Pokalsieger. 33 Klubmannschaften aus 32 Ländern nahmen teil, darunter Titelverteidiger Dinamo Tiflis, 26 amtierende Pokalsieger und 6 unterlegene Pokalfinalisten (FC Porto, Ajax Amsterdam, PAOK Thessaloniki, Politehnica Timişoara, Trakia Plowdiw und Enosis Neon Paralimni). Der albanische Pokalsieger KS Vllaznia Shkodra nahm nicht teil.
Aus Deutschland waren DFB-Pokalsieger Eintracht Frankfurt, aus der DDR FDGB-Pokalsieger 1. FC Lokomotive Leipzig, aus Österreich ÖFB-Cupsieger Grazer AK und aus der Schweiz Cupsieger Lausanne-Sports am Start.
Im Finale im heimischen Camp Nou gewann der FC Barcelona seinen zweiten Titel nach 1979 mit einem 2:1 gegen Standard Lüttich.
Torschützenkönige wurden gemeinsam der Georgier Ramas Schengelia von Dinamo Tiflis und der Belgier Eddy Voordeckers von Standard Lüttich mit jeweils sechs Toren.

## Modus
Die Teilnehmer spielten wie gehabt im reinen Pokalmodus mit Hin- und Rückspielen den Sieger aus. Gab es nach beiden Partien Torgleichstand, entschied die Anzahl der auswärts erzielten Tore (Auswärtstorregel). War auch deren Anzahl gleich fand im Rückspiel eine Verlängerung statt, in der auch die Auswärtstorregel galt. Herrschte nach Ende der Verlängerung immer noch Gleichstand, wurde ein Elfmeterschießen durchgeführt. Das Finale wurde in einem Spiel auf neutralem Platz entschieden. Bei unentschiedenem Spielstand nach Verlängerung wäre der Sieger ebenfalls in einem Elfmeterschießen ermittelt worden.

## Vorrunde
Das Hinspiel fand am 19. August, das Rückspiel am 26. August 1981 statt.
|                          | Gesamt |                          | Hinspiel | Rückspiel |
| ------------------------ | ------ | ------------------------ | -------- | --------- |
| FC Politehnica Timișoara | 2:5    | 1. FC Lokomotive Leipzig | 2:0      | 0:5       |

## 1. Runde
Die Hinspiele fanden am 15./16. September, die Rückspiele am 30. September / 1. Oktober 1981 statt.
|                            | Gesamt          |                          | Hinspiel | Rückspiel |
| -------------------------- | --------------- | ------------------------ | -------- | --------- |
| Jeunesse Esch              | 2:7             | Velež Mostar             | 1:1      | 1:6       |
| Ajax Amsterdam             | 1:6             | Tottenham Hotspur        | 1:3      | 0:3       |
| Kotkan Työväen Palloilijat | 0:5             | SEC Bastia               | 0:0      | 0:5       |
| Eintracht Frankfurt        | 2:2 (5:4 i. E.) | PAOK Saloniki            | 2:0      | 0:2 n. V. |
| Dinamo Tiflis              | 4:2             | Grazer AK                | 2:0      | 2:2       |
| FC Barcelona               | 4:2             | Trakia Plowdiw           | 4:1      | 0:1       |
| Swansea City               | 1:3             | 1. FC Lokomotive Leipzig | 0:1      | 1:2       |
| SKA Rostow                 | 5:0             | Ankaragücü               | 3:0      | 2:0       |
| Enosis Neon Paralimni      | 1:8             | Vasas Budapest           | 1:0      | 0:8       |
| Ballymena United           | 0:6             | AS Rom                   | 0:2      | 0:4       |
| Lausanne-Sports            | (a)4:4(a)       | Kalmar FF                | 2:1      | 2:3       |
| Fram Reykjavík             | 2:5             | Dundalk FC               | 2:1      | 0:4       |
| Dukla Prag                 | 4:2             | Glasgow Rangers          | 3:0      | 1:2       |
| Vålerenga Oslo             | 3:6             | Legia Warschau           | 2:2      | 1:4       |
| Vejle BK                   | 2:4             | FC Porto                 | 2:1      | 0:3       |
| FC Floriana                | 01:12           | Standard Lüttich         | 1:3      | 0:9       |

## 2. Runde
Die Hinspiele fanden am 21. Oktober, die Rückspiele am 4. November 1981 statt.
|                          | Gesamt          |                     | Hinspiel | Rückspiel |
| ------------------------ | --------------- | ------------------- | -------- | --------- |
| Legia Warschau           | 3:2             | Lausanne-Sports     | 2:1      | 1:1       |
| SKA Rostow               | 1:2             | Eintracht Frankfurt | 1:0      | 0:2       |
| Dukla Prag               | 1:4             | FC Barcelona        | 1:0      | 0:4       |
| FC Porto                 | 2:0             | AS Rom              | 2:0      | 0:0       |
| Dundalk FC               | 1:2             | Tottenham Hotspur   | 1:1      | 0:1       |
| Vasas Budapest           | 1:4             | Standard Lüttich    | 0:2      | 1:2       |
| 1. FC Lokomotive Leipzig | 2:2 (3:0 i. E.) | Velež Mostar        | 1:1      | 1:1 n. V. |
| SEC Bastia               | 2:4             | Dinamo Tiflis       | 1:1      | 1:3       |

## Viertelfinale
Die Hinspiele fanden am 3. März, die Rückspiele am 17. März 1982 statt.
|                          | Gesamt |                     | Hinspiel | Rückspiel |
| ------------------------ | ------ | ------------------- | -------- | --------- |
| Legia Warschau           | 0:2    | Dinamo Tiflis       | 0:1      | 0:1       |
| 1. FC Lokomotive Leipzig | 2:4    | FC Barcelona        | 0:3      | 2:1       |
| Standard Lüttich         | 4:2    | FC Porto            | 2:0      | 2:2       |
| Tottenham Hotspur        | 3:2    | Eintracht Frankfurt | 2:0      | 1:2       |

## Halbfinale
Die Hinspiele fanden am 7. April, die Rückspiele am 21. April 1982 statt.
|                   | Gesamt |                  | Hinspiel | Rückspiel |
| ----------------- | ------ | ---------------- | -------- | --------- |
| Dinamo Tiflis     | 0:2    | Standard Lüttich | 0:1      | 0:1       |
| Tottenham Hotspur | 1:2    | FC Barcelona     | 1:1      | 0:1       |

## Finale
| FC Barcelona                                     | FC Barcelona | Standard Lüttich | Standard Lüttich | Aufstellung                                     |
| ------------------------------------------------ | --- | --- | ---------------- | ----------------------------------------------- |
| FC Barcelona                                     | \| 12. Mai 1982 in Barcelona (Camp Nou) \| \| Ergebnis: 2:1 (1:1) \| \| Zuschauer: 110.000 \| \| Schiedsrichter: Walter Eschweiler ( Deutschland) \|                               | \| 12. Mai 1982 in Barcelona (Camp Nou) \| \| Ergebnis: 2:1 (1:1) \| \| Zuschauer: 110.000 \| \| Schiedsrichter: Walter Eschweiler ( Deutschland) \|                                                 | Standard Lüttich | Aufstellung FC Barcelona gegen Standard Lüttich |
| FC Barcelona                                     | Urruti – José Ramón Alexanko – Gerardo, Migueli , Manolo – Tente, Esteban Vigo, Josep Moratalla – Allan Simonsen, Quini, Francisco Carrasco Cheftrainer: Udo Lattek ( Deutschland) | Michel Preud’homme – Walter Meeuws – Eric Gerets , Theo Poel, Gérard Plessers – Guy Vandersmissen, Jos Daerden, Arie Haan, René Botteron – Simon Tahamata, Benny Wendt Cheftrainer: Raymond Goethals | Standard Lüttich | Aufstellung FC Barcelona gegen Standard Lüttich |
| FC Barcelona                                     | 1:1 Allan Simonsen (45.) 2:1 Quini (63.) | 0:1 Guy Vandersmissen (8.) | Standard Lüttich | Aufstellung FC Barcelona gegen Standard Lüttich |
| FC Barcelona                                     | Migueli | Benny Wendt, Walter Meeuws, Arie Haan | Standard Lüttich | Aufstellung FC Barcelona gegen Standard Lüttich |
| FC Barcelona                                     | Walter Meeuws (88.) | | Standard Lüttich | Aufstellung FC Barcelona gegen Standard Lüttich |
| 12. Mai 1982 in Barcelona (Camp Nou)             | | |                  |                                                 |
| Ergebnis: 2:1 (1:1)                              | | |                  |                                                 |
| Zuschauer: 110.000                               | | |                  |                                                 |
| Schiedsrichter: Walter Eschweiler ( Deutschland) | | |                  |                                                 |